# Deparia pterorachis
Deparia pterorachis är en majbräkenväxtart som först beskrevs av Christ, och fick sitt nu gällande namn av Masahiro Kato. Deparia pterorachis ingår i släktet Deparia och familjen Athyriaceae. Inga underarter finns listade.